# MP40冲锋枪
MP40衝鋒槍（Maschinenpistole 40），常被稱為「施邁瑟衝鋒槍」，是一種為方便大量生產而設計，與傳統槍械製造觀念不同的衝鋒槍，亦是第二次世界大戰期間德國軍隊使用最廣泛、性能最優良的衝鋒槍。

## 設計及歷史
MP40改良自採用沖壓金屬機匣的試驗型衝鋒槍，MP36。MP36是由雨果·施邁瑟所設計，在1938年埃爾馬兵工廠（Erma Werke）為德軍投產新型衝鋒槍時，設計師海因里希·沃爾默在MP36上作出改良，並定型為MP38投產，以裝備德意志國防軍，但由於MP38的簡易保險不可靠，受到較大震動時容易走火，於是埃爾馬兵工廠再針對MP38的保險機構進行改進，其後又加入新的設計，最終衍生出MP40。
在戰爭期間，德軍要求製作精良的武器時能夠盡可能簡化生產工藝以及降低生產成本。為了進一步簡化生產工藝以提高生產效率，埃爾馬兵工廠於1940年再次對MP38進行改進，最終的改良版被命名為MP40，它的零件是用大量沖壓、銲接工藝方式製成，取代了原先MP38所用的機器加工零件。MP40的零件由各工廠分工生產，並在總裝廠統一裝配，這樣可有利於大批量生產，而且一些非軍工企業也能分包生產零部件。在1940—1945年間，德國共生產了超過1百萬把MP40。

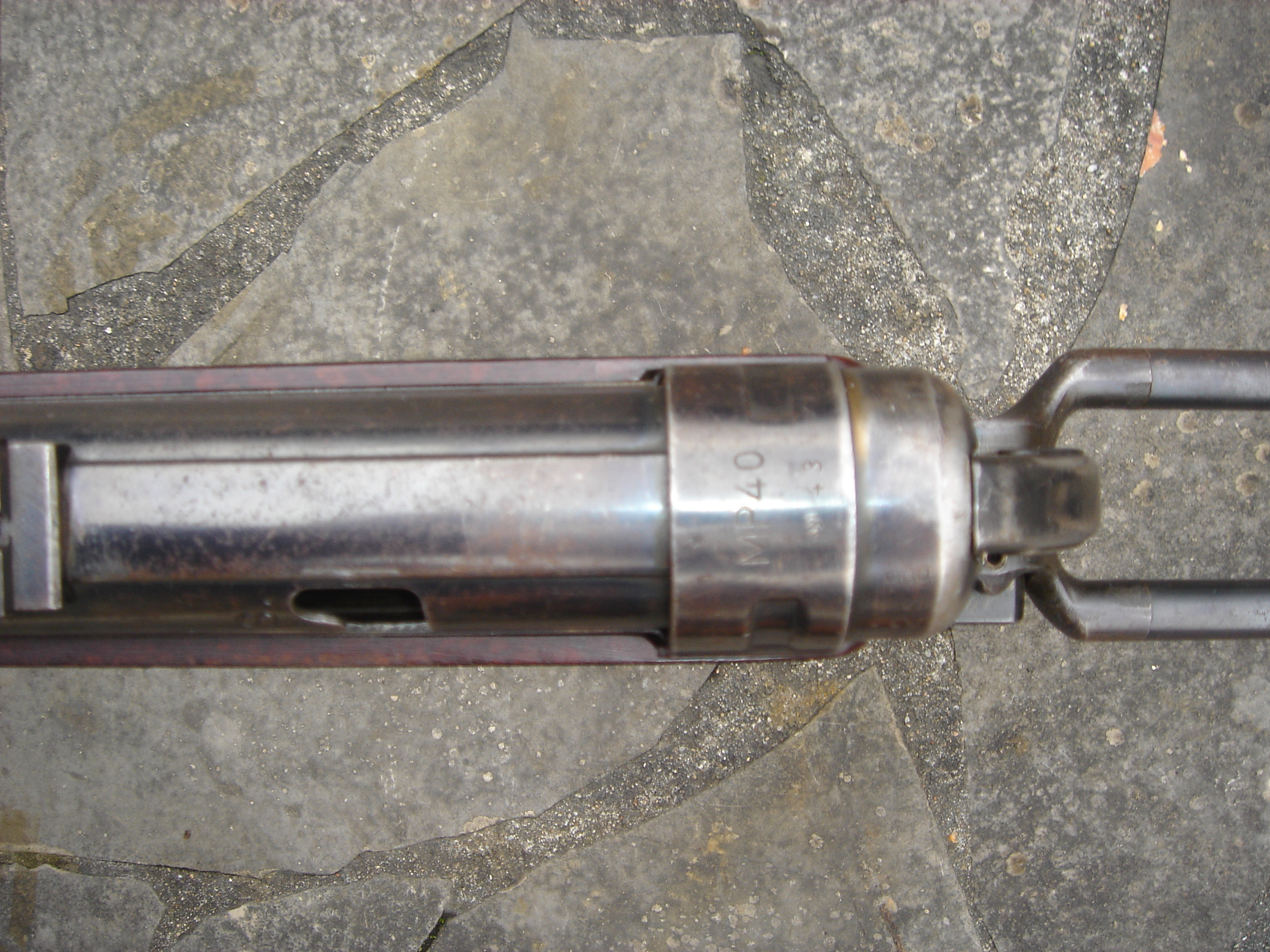
機匣頂部印有MP40的字樣

MP40結構簡單但設計精良，它發射9毫米魯格彈，以32發容量的直型彈匣供彈，採用開放式槍栓及反沖作用原理運作。其機匣呈圓管狀，取消了原本的傳統木製組件，握把護片及護木均為塑料製品。簡單的摺疊式槍托使用鋼管製成，並向前摺疊到機匣下方，以便於攜帶。槍管底部的鉤狀座可由裝甲車的射孔向外射擊時固定車體上。MP40是受到德軍作戰部隊歡迎的自動武器，在近身距離作戰中可提供密集的火力，不但裝備了裝甲部隊和傘兵部隊，在步兵單位的裝備量也隨戰爭演進不斷增加，亦是優先配發給一線作戰部隊的武器。
雖然MP40常被英美等國的盟軍士兵稱為“施邁瑟”（Schmeisser），但其實德國槍械設計師路易斯·施邁瑟並沒有參與MP40的設計工作，反而他的兒子雨果·施邁瑟參與了MP41的改良工作。

## 衍生型
- MP36：早期試驗型

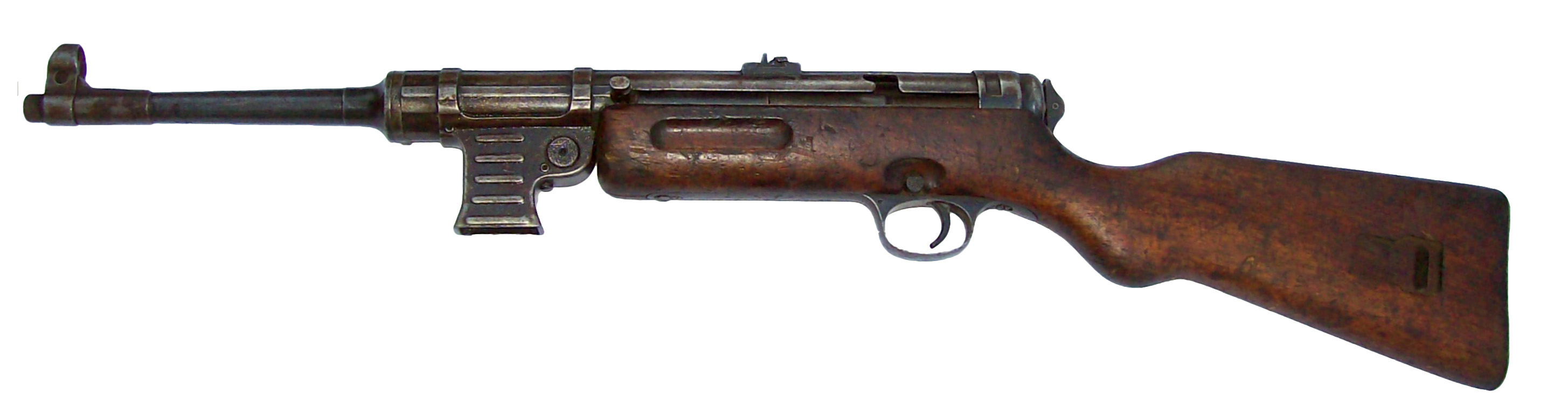
MP41

- MP38：MP36改進型，正式生產版本，後被MP40取代
- MP40：MP38改進型，主要生產版本
- MP40/I：有时被错误的称为MP40/II。裝有两个并排32发弹匣的試驗型，在1942年试制
- MP41：由海內爾設計的改進型，改裝了槍托、彈匣護蓋和扳機，並改用MP28的射控裝置
- BD38：MP38的現代半自動復刻版本[1]

## 仿制及使用
- 美軍的M3衝鋒槍設計時參考了英軍的斯登衝鋒槍及從戰場上繳獲的MP40。
- 西班牙的Star Model Z-45為MP40的一種仿制型。
- 南斯拉夫的扎斯塔瓦M56衝鋒槍以MP40作基礎，並把口徑改膛為7.62×25毫米托卡列夫。
- BD-38為MP40的現代重製版，由德國HZA Kulmbach公司生產。
- 洛杉磯警察局（LAPD）的SWAT在1974年5月的一次著名的行動中以兩把MP40射殺了共生解放軍的成員。

## 使用國
- 阿尔及利亚
- 安哥拉
- 奥地利

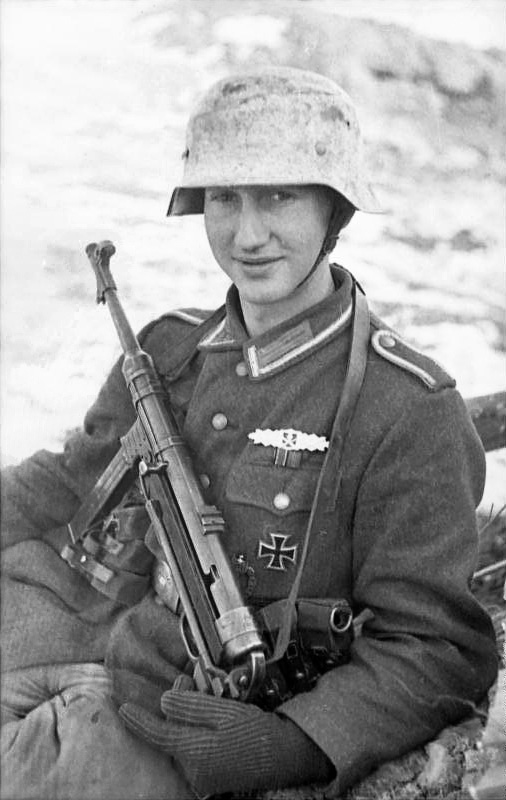
德意志國防軍士兵與MP40，於1944年攝於蘇聯

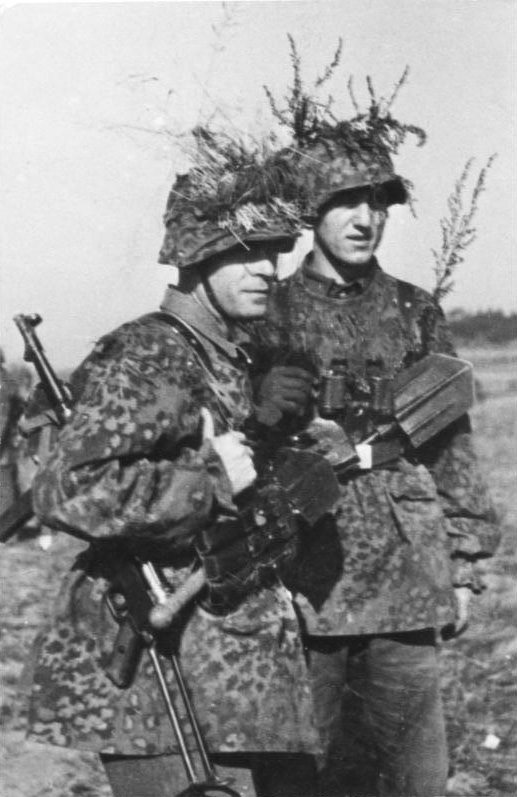
武裝黨衛軍與MP40

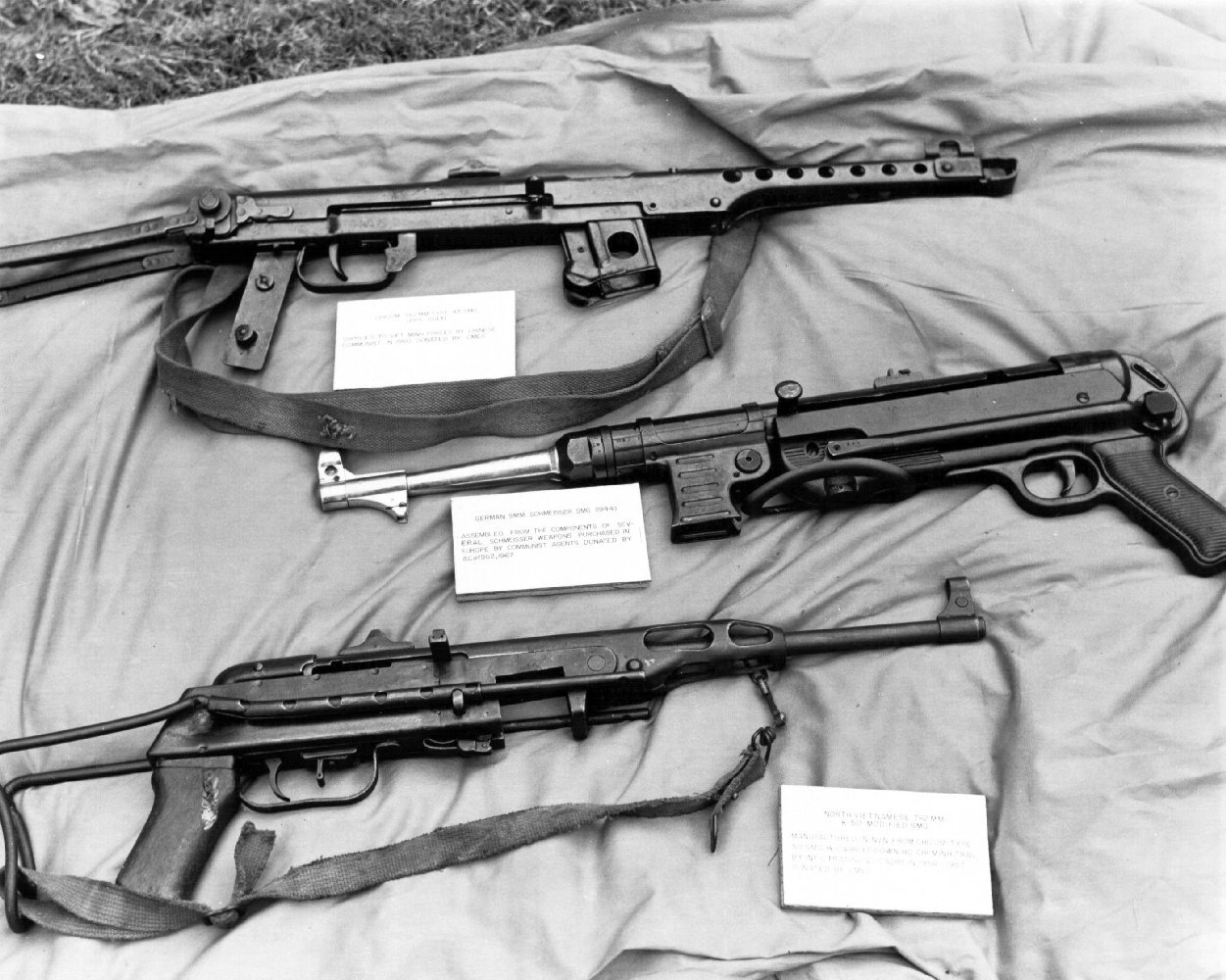
美軍在越戰時繳獲自北越軍的武器，當中也有MP40衝鋒槍

  - 奧地利聯邦軍：二戰後短暫使用德意志國防軍遺留下來的MP40。
- 比利时
- 保加利亞
- 中華民國[2]
- 克羅埃西亞獨立國
- 捷克斯洛伐克社會主義共和國
  - 捷克斯洛伐克人民軍：二戰後使用德意志國防軍遺留下來的MP40。
- 丹麦
- 埃及
  - 埃及武裝部隊：二戰後使用。
- 芬兰
  - 芬蘭國防軍：繼續戰爭期間由納粹德國供應。
- 法國
  - 法國武裝部隊：二戰後從戰敗的德軍手上收繳而來，並於法越戰爭中投入使用。
- 德意志國
  - 德意志國防軍：從1940年起成為制式裝備，直至二戰結束。
  - 武裝黨衛軍
- 西德
- 希腊
  - 希臘武裝部隊：二戰後有限地使用。
- 匈牙利
- 印度尼西亞
- 伊朗
- 伊拉克
- 愛爾蘭
- 以色列
  - 以色列國防軍：傘兵部隊從1948年開始以MP40作制式衝鋒槍，直至1956年被烏茲衝鋒槍所取代。
- 意大利
- 意大利社會共和國
- 黎巴嫩
- 利比亞
  - 國民解放軍：原為利比亞民眾國軍隊的庫存武器，在2011年利比亞內戰期間被發現有限使用。
- 马来西亚
- 莫桑比克
- 荷蘭
- 挪威
  - 挪威國防軍：從1945年開始一直裝備MP40至1970年。
- 波蘭
  - 波蘭抵抗運動
  - 波蘭流亡政府軍
- 罗马尼亚王国
- 沙烏地阿拉伯
- 苏联
  - 蘇聯紅軍：在二戰期間從軸心國部隊手上繳獲了大量MP38和MP40；戰後蘇聯把這些衝鋒槍及其他過時武器輸送到多個第三世界及東方陣營國家和叛亂勢力作軍事援助。
- 西班牙
- 瑞士
- 叙利亚
- 突尼西亞
- 土耳其
- 乌克兰
- 英国
  - 特種空勤團：二戰期間從軸心國部隊繳獲使用。
- 美国
  - 美国海岸警卫队：從軸心國部隊繳獲的MP40在二戰後被有限地使用。
- 梵蒂冈
  - 瑞士近衛隊
- 南越
- 越南民主共和国
  - 越南人民軍：越戰期間由蘇聯供應及法越戰爭時期繳獲自法軍。
- 葉門
- 南斯拉夫社會主義聯邦共和國
  - 南斯拉夫人民軍：二戰後使用軸心國部隊遺留下來的MP40，後來仿製成扎斯塔瓦M56衝鋒槍。

## 流行文化

### 電影
- 1998年—：由德意志國防軍所使用。
- 2001年—：由德意志國防軍所使用。
- 2004年—：由德意志國防軍及武裝親衛隊所使用。
- 2013年—：由德意志國防軍士兵所使用，也曾被蘇聯紅軍士兵所繳獲。
- 2014年—：由德意志國防軍士兵與武裝親衛隊所使用。
- 2015年—《狙擊·309》：MP38由德意志國防軍士兵所使用。

### 電視劇
- 2013年—《我們的父輩》：由德意志國防軍士兵與波蘭游擊隊所使用。

### 電子遊戲
- 1999年—《榮譽勳章》：由德意志國防軍士兵所使用。
- 2002年—《戰地風雲1942》：德意志國防軍陣營武器。
- 2002年—《重返德軍總部》：最常見的武器，遊戲中的9mm彈匣也是以MP40的彈匣為取材對象。
- 2002年—《榮譽勳章：反攻諾曼第》：德意志國防軍陣營武器。
- 2003年—《決勝時刻》：由德意志國防軍所使用。
- 2003年—《決勝之日》：德意志國防軍陣營專屬武器。
- 2004年—《決勝時刻：聯合行動》：由德意志國防軍所使用。
- 2005年—《決勝之日：次世代》：德意志國防軍陣營專屬武器。
- 2005年—《決勝時刻2》：由德意志國防軍所使用。
- 2006年—《決勝時刻3》：由德意志國防軍所使用。
- 2007年—《絕對武力Online》：奇怪地射速偏高及使用閉鎖式槍栓。
- 2007年—《戰地之王》
- 2008年—《決勝時刻：戰爭世界》：戰役模式中由德意志國防軍與武裝親衛隊所使用，在聯機模式則可由所有陣營使用。
- 2010年—《決勝時刻：黑色行動》：僅於戰役模式及殭屍模式登場。戰役模式中於“新星計劃”關卡中由德意志國防軍與武裝親衛隊所使用。
- 2014年—《叛亂（英语：Insurgency (video game)）》：叛軍陣營武器。
- 2016年—《恥辱之日》：德意志國防軍陣營武器。
- 2016年—《英雄與將軍》
- 2016年—《少女前線》
- 2017年—《決勝時刻：二戰》：戰役模式中由德意志國防軍所使用，在聯機模式則可由所有陣營使用。奇怪地可隨時裝卸抑制器。
- 2018年—《極地戰嚎5》：為一種解鎖武器。
- 2018年—《戰地風雲5》：戰爭故事中由德意志國防軍所使用，在聯機模式則可由所有陣營的醫療兵所使用。
- 2021年—《決勝時刻：先鋒》
- 2021年—《應徵入伍》：為BR II解鎖武器。
- 2021年—《戰地風雲2042》：作為戰地風雲入口的武器登場。
- 2021年—《極地戰嚎6》
- 2023年—《暗區突圍》

### 動畫
- 魔法少女小圓：曉美焰軍事武器中的其中一把，出現於劇場版 魔法少女小圓［新篇］叛逆的物語，曉美焰和巴麻美在打鬥即將開始時焰從她的左手臂盾牌與沙漏拿出了MP40。[3]
- JoJo的奇妙冒險第二部戰鬥潮流：德意志國防軍及武裝親衛隊士兵所使用。

## 外部連結
- How an MP 40 works （页面存档备份，存于）
- MP40機匣內部模擬圖片
- （波兰語）—MP38/MP40介紹
- （英文）—Modern Firearms-Erma MP-38 and MP-40 submachine gun (Germany)